# 波尔诺瓦阿齐兹·克考格鲁体育场
波尔诺瓦阿齐兹·克考格鲁体育场（土耳其語：Bornova Aziz Kocaoğlu Stadyumu）是一座位於土耳其的多用途運動場。
運動場於2016年啟用，能容納9,138名觀眾。現時作為卡爾舍亞卡的主場。